# Scania Deutschland
Die Scania Deutschland GmbH ist ein Tochterunternehmen der Scania AB, mit Sitz in Koblenz am Rhein.
Scania AB ist ein börsennotierter Hersteller von Nutzfahrzeugen, Bussen, Schiffs- und Industriemotoren mit Sitz im schwedischen Södertälje. Die Produktion und Entwicklung findet überwiegend in Schweden statt. Beim Tochterunternehmen Scania Deutschland wird ausschließlich importiert. Der im Jahr 1968 entstandene Scania Deutschland Standort in Koblenz, beschäftigt zurzeit 206 Mitarbeiter. 2015 verzeichnete Scania Deutschland 7.362 neu zugelassene Lkw und damit einen Marktanteil von 12,4 Prozent. Im Jahr 2015 betrug der Umsatz der Scania Deutschland GmbH 804 Millionen Euro.

## Stützpunkte in Deutschland
Die Scania Deutschland GmbH verwaltet 154 Stützpunkte, welche deutschlandweit verteilt sind. Das Leistungsangebot der Standorte beinhaltet sowohl den Verkauf von Fahrzeugen, als auch Dienstleistungsangebote.

## Produkte
Es wird eine umfassende Produktpalette angeboten. Scania Deutschland vertreibt LKW über 16 Tonnen für Fernverkehr und Verteilerverkehr sowie Sonderfahrzeuge. Weiters werden Stadt- und Überlandbusse, Reisebusse sowie Industrie- und Marinemotoren angeboten.

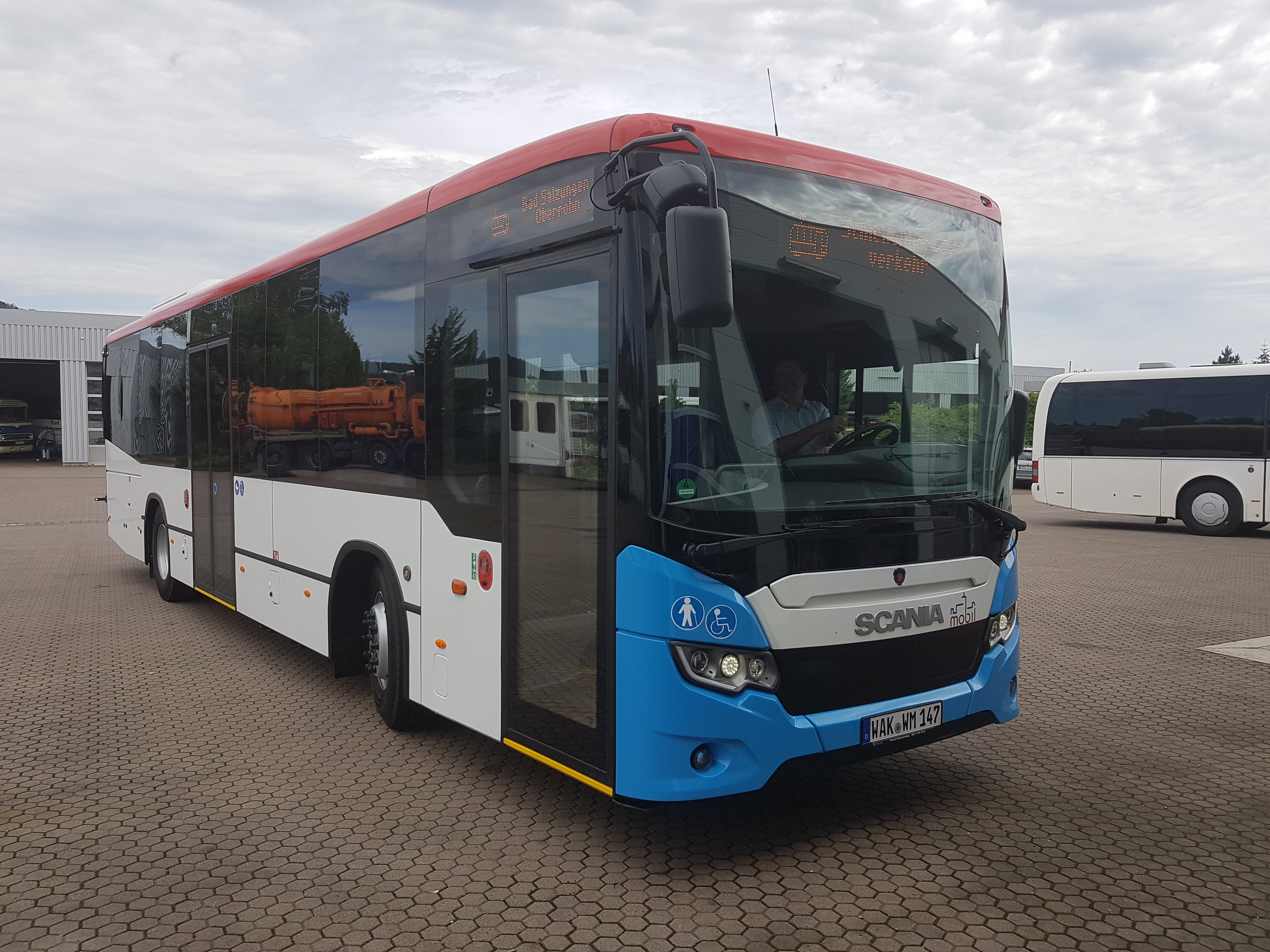
Scania Citywide LE Suburban Wartburgmobil

## Dienstleistungen
Angeboten werden Reparaturen und Wartungen, Fahrertrainings, Driver Services und Tachograph Service. Weiters bietet man ein Fleet Management, 24-Stunden Notruf, Scania Werkstattservice, Rent Truck & Trailer, Used Vehicles, Versicherungen, Scania Assistance an.

## Auszeichnungen
| Jahr | Auszeichnung                                                       |
| ---- | ------------------------------------------------------------------ |
| 1996 | Truck of the Year                                                  |
| 2010 | Truck of the Year – Scania R-Serie                                 |
| 2012 | Energie- und Umweltpreis des Automobilclub Kraftfahrer-Schutz (KS) |
| 2014 | Green Truck                                                        |
| 2016 | Europäischer Transportpreis für Nachhaltigkeit                     |
| 2016 | Energie- und Umweltpreis des Automobilclub Kraftfahrer-Schutz (KS) |
| 2017 | Truck of the Year – Scania S-Serie                                 |
| 2018 | Green Truck Award                                                  |
| 2018 | Deutscher Telematik Preis                                          |
| 2019 | Image Award                                                        |
| 2019 | Green Truck Award                                                  |
| 2019 | Europäischer Transportpreis für Nachhaltigkeit 2020                |

## Messen und Veranstaltungen
Scania Deutschland ist unter anderem auf der IAA Nutzfahrzeuge und auf der Bauma in München vertreten. Kommunal- und Sonderfahrzeuge werden auf der  internationalen Fachmesse für Abwassertechnik (IFAT), Reisebusse auf der in Belgien stattfindenden Busworld präsentiert. Auf der sich auf Brand- und Katastrophenschutz fokussierenden Interschutz (alle fünf Jahre in Augsburg) werden Rettungs- und Sonderfahrzeuge von Scania ausgestellt. Neben der Präsenz auf Messen ist Scania Deutschland auf verschiedenen Events wie dem Truck Grand Prix (jährlich auf dem Nürburgring) vertreten.

## Geschichte
Der Unternehmer Hans Adelfang aus Neuwied begann 1960 den Fahrzeugverkauf in Koblenz, Deutschland. Bereits ein Jahr später nahm man das erste Mal an der IAA teil. Die Scania Vabis Deutschland GmbH, mit Sitz in Koblenz, wurde 1968 gegründet. Durch die Fusion des Konzerns mit Saab entstand 1970 die Saab Scania Deutschland GmbH. 1977 wurde die Scania Vabis Deutschland GmbH in die Scania Deutschland GmbH umfirmiert. Die PRGT-Baureihe kam 1980 auf den Markt. Die 3er Reihe wurde 1987 auf dem Markt gebracht, bereits zwei Jahre später wurde sie zum „Truck of the Year“ ausgezeichnet.
Nach der Wiedervereinigung Deutschland wurde ab 1990 ein Scania Werkstätten- und Händlernetzes in der ehemaligen DDR aufgebaut. Die Scania Finance Deutschland GmbH wurde 1991 gegründet und man feierte im gleichen Jahr das 100-jährige Jubiläum des Scania-Konzerns in Södertälje. Der tausendste Dieselmotor wurde 1992 verkauft. 1993 brachte man den ersten Scania-Linienbus in Deutschland auf dem Markt. Die Produktion der Baureihe 4 wurde 1995 aufgenommen, bereits ein Jahr später wurde sie zum „Truck of the Year“ gekürt. Die heutige Scania Assistance nahm 1996 ihren Dienst auf und im gleichen Jahr wurde die Scania-Aktie an den Börsen in Stockholm und New York gebracht. Zum Jahrtausend wurde die offizielle Homepage online gestellt.
Der erste Scania-Fahrerwettbewerb „Young European Truck Driver 2003“ wurde veranstaltet. Drei neue Baureihen, P, R und T wurden 2004 eingeführt. Das Busgeschäft wurde 2005 in die Scania Deutschland GmbH eingegliedert. Im gleichen Jahr wurde die R-Baureihe zum „Truck of the Year“ gekürt. Die Geschäftseinheit Scania Deutschland Österreich entstand 2006. Eine neue R-Serie wurde 2009 eingeführt, die 2010 zum „Truck of the Year 2010“ geführt wurde. Scania Deutschland verantwortete ab 2011 wieder den Geschäftsbereich Industriemotoren, Schiffsmotoren und Stromaggregate. Ebenfalls wurden neue Baufahrzeuge vorgestellt. Die Scania-Streamline wurde 2013 eingeführt. Die neue Scania S-Baureihe wurde 2017 mit dem Truck-of-the-year 2017 Award ausgezeichnet. 2018 feierte Scania Deutschland das 50-jährige Bestehen und erhielt erneut den Green Truck Award für den Scania R 500, sowie den Deutschen Telematik-Preis für die Scania-eigenen „Tachograph und Fleet Services“.